# メアリー女王の処刑
『メアリー女王の処刑』（メアリーじょおうのしょけい、原題：The Execution of Mary Stuart）は、1895年にアメリカのエジソン社で製作・公開された短編映画である。モノクロ、サイレント。別邦題に『女王メアリの処刑』、『スコットランド女王、メアリーの処刑』などがある。
スコットランド女王だったメアリー・ステュアートの処刑を描いた20秒ほどの作品で、覗き眼鏡式の映写機キネトスコープで上映された。
処刑のシーンでは、メアリーが処刑台の上に首を置き、処刑人が斧を振り下ろそうとするところでカメラを止め、メアリーの人形に置き換えられてから撮影を再開する、という「ストップ・トリック」（中止め、置き換えなどとも言う）という技法を用いており、ジョルジュ・メリエスよりも早くトリック撮影を行っている。そのため映画史上初めてトリック撮影が行われた作品と言われる。また、リュミエール兄弟の『ラ・シオタ駅への列車の到着』や『工場の出口』などの作品よりも早く公開された作品であり、映画史上最初期の作品の一つでもある。